# Diez reinos espirituales
El concepto de los Diez reinos espirituales forma parte de la creencia budista de que existen diez estados en la vida a los que los sentimientos están sujetos en cada momento, y/o en los cuales se puede nacer.
Así, algunas escuelas budistas dentro de la cosmogonía del budismo los ven como algo externo, representados algunos de ellos como planos existenciales diferentes en los que se puede nacer  (reencarnar) en cada vida. En cambio otras escuelas lo ven como estados de la mente, que pueden intercambiarse debido a influencias internas y externas.
El concepto también está presente en la mitología budista y consiste en cuatro estados superiores que representan el concepto de la Tierra pura y seis inferiores correspondientes a los Seis reinos del samsara.

## Cuatro reinos superiores o nobles
En la tradición del budismo Mahāyāna, los cuatro estados nobles en el ser son: aprendizaje, comprensión, bodhisattva y budeidad. Estos se desarrollan a través de la búsqueda, descubriendo y aspirando a ellos, por la creencia de que los humanos necesitan hacer un esfuerzo para llegar a ellos a partir de sus vidas.

### Aprendizaje
El aprendizaje es la condición en la cual un ser busca alguna habilidad, verdad última o automejora a través de las enseñanzas de los demás. Para acceder a este estado, la persona que experimenta, debe primero desarrollar la sabiduría de la naturaleza de las cosas, libre de ilusiones y desilusiones. Este estado se caracteriza por buscar la verdad a través de fuentes externas, como textos y personas.
Es comparable al concepto de discípulo o sravaka (ver Savakabuda, buda como discípulo).

### Realización
Es el estado en el cual se descubre una verdad parcial a través de las propias observaciones, esfuerzos, concentración y meditación personal. Normalmente, para acceder a este estado, el que experimenta debe haber comprendido que las fuentes de sabiduría externas son inferiores a las internas como su mente. Se caracteriza por buscar la verdad y la comprensión a través de una percepción interna.
Es comparable al concepto de iluminación de buda o Pratyekabuda.
Los dos estados anteriores se conocen en conjunto como los dos vehículos; aunque se basan en el deseo de incrementar la sabiduría, el ego está presente y condiciona.

### Bodhisattva
En el estado de bodhisattva, la persona no solo aspira a la iluminación personal, sino también busca la liberación del sufrimiento de los demás a través de acciones altruistas y compasivas, como la ayuda desinteresada a los demás. Este estado se caracteriza porque el sentimiento de felicidad que da el hecho de ayudar a los demás es superior al de la felicidad que uno consigue para sí mismo.

### Budeidad
El estado de budeidad es el más alto de los diez, la condición de pura e indestructible felicidad que no depende de las circunstancias personales. Quien lo experimenta está totalmente libre de toda desilusión, sufrimiento y miedo. Es la condición de la libertad perfecta y absoluta, caracterizada por sensatez (sabiduría, prudencia) ilimitada, coraje, compasión y fuerza vital. 
Este estado es realmente complicado de describir y se obtiene únicamente a través de la percepción directa e interna de la realización, se caracteriza porque no permite caer en estados inferiores debido a causas externas y porque no confía en lo externo para conseguir la felicidad.

## Seis reinos inferiores o del Samsara
Los Seis reinos del samsara, seis reinos de existencia o inferiores son: infierno, hambre, bestialidad, ira, humanidad y éxtasis. Estos aparecen en las vidas de la gente como respuesta a su entorno.
La mayoría de los seres sintientes pasan la mayor parte de su tiempo moviéndose entre estas seis condiciones de vida, del infierno al paraíso, gobernados por sus reacciones a las influencias externas y por tanto muy vulnerables a cualquiera de los seis reinos inferiores. De hecho, su identidad en la realidad mundana está basada en factores externos.

### Infierno
El infierno es la condición de agresión claustrofóbica total, donde uno percibe la carencia total de libertad en sus acciones al tener una energía física y mental mínima. La persona siente estar atrapada por sus circunstancias y está dominada por la ira frustrada y la urgencia de destruir y autodestruirse.
Esta condición es comparable al reino de los Narakas.

### Hambre
El hambre es la condición caracterizada por el deseo insaciable de la posesión que gobierna el resto de acciones: alimentación, poder, fama, placer, envidia, etc. En este estado, la persona está atormentada por la poca habilidad y la lentitud existente para conseguir los objetivos incluso cuando consigue satisfacer sus deseos.
Esta condición es comparable al reino de los espíritus hambrientos o pretas.

### Bestialidad
La bestialidad es la condición en la cual uno es gobernado por su instinto, no tiene ningún sentido de moralidad y vive únicamente para vivir el presente. En este estado, la persona no dudará en realizar cualquier tipo de actos para conseguir algo personal. Este estado se caracteriza por la total ausencia de buen juicio y razón.
Esta condición es comparable al reino animal.

### Ira
Es el estado en el cual una persona es dominada por su ego, la competitividad, la arrogancia y la necesidad de ser superior en todas las cosas. El que lo experimenta es esclavo de sus desilusiones, viéndose más importante y superior a los demás. Este estado se caracteriza por ver a los demás seres como amenazas potenciales. Así y todo, el resto de experiencias en este estado son bastante placenteras comparadas con el estado humano.
Esta condición es comparable al reino de los asuras o semidioses iracundos.

### Humanidad
El reino humano, reino de la humanidad o idealismo de las pasiones, es un estado en el cual la capacidad para diferenciar y la mente pensante están desarrolladas. Se caracteriza por la ambición pasional por ideales abstractos y modelos de rol y es única entre los estados inferiores ya que sabe de su potencial y tiene la motivación suficiente como para superar el sufrimiento. Se caracteriza por lo limitado de su tiempo en comparación con los reinos de los devas y los asuras y porque ocurre de manera muy poco frecuente.
Esta condición es comparable al reino humano.

### Éxtasis
El éxtasis es el Reino de los Deva (dioses), la condición de placer total, cuando los deseos han sido superados por las experiencias de una vida corta pero intensa en sentimientos de disfrute. A diferencia de la verdadera felicidad conseguida con la budeidad, este estado es temporal y, como la humanidad, fácilmente destructible con un pequeño cambio en las circunstancias. Una persona inevitablemente descenderá a un reino inferior una vez que esta felicidad temporal desaparezca. 
Este estado se caracteriza por no sentir emociones negativas y ser menos vulnerable a influencias externas que los estados inferiores a él.
Esta condición es comparable al Reino de los Deva o dioses.

## Interpretación de los diez reinos
Cada uno de los estados, tiene potencial suficiente para dar paso a cualquiera de los demás en cualquier momento. Muchas corrientes del budismo creen que según se practica el budismo, se consigue que el estado de budeidad se vaya haciendo predominante en la vida de quien lo practica, ya que los actos que realizamos en un estado son una especie de filtro que hace aparecer los aspectos positivos de los otros nueve.
Los estados se denominan igual que los planos de existencia; la forma de pasar de uno a otro es a través del renacimiento en la próxima vida; nacer en otro estado tras la muerte. Todo ello está a su vez gobernado por el karma según las elecciones que se hacen durante la vida.